# Pristurus insignoides
Espèce
Statut de conservation UICN

 LC  : Préoccupation mineure
Pristurus insignoides est une espèce de geckos de la famille des Sphaerodactylidae.

## Répartition
Cette espèce est endémique de l'île de Socotra au Yémen.

## Publication originale
- Arnold, 1986 : New species of semaphore gecko (Pristurus: Gekkonidae) from Arabia and Socotra. Fauna of Saudi Arabia, vol. 8, p. 352-377.